# Jaguar C-Type
El Jaguar C-Type (oficialmente llamado Jaguar XK120-C) es un automóvil deportivo de competición británico construido por Jaguar y vendido desde 1951 hasta 1953. La "C" significa "competición".
El automóvil combinó el tren de rodaje del XK120, un modelo contemporáneo diseñado para circular por carretera, con un bastidor tubular ligero diseñado por el ingeniero jefe de Jaguar, William Heynes, y una carrocería aerodinámica de aluminio, desarrollada conjuntamente por William Heynes, R.J. (Bob) Knight y posteriormente por Malcolm Sayer. Se construyeron un total de 53 unidades del C-Type, 43 de las cuales se vendieron a propietarios privados, principalmente en los EE. UU.

## Prestaciones

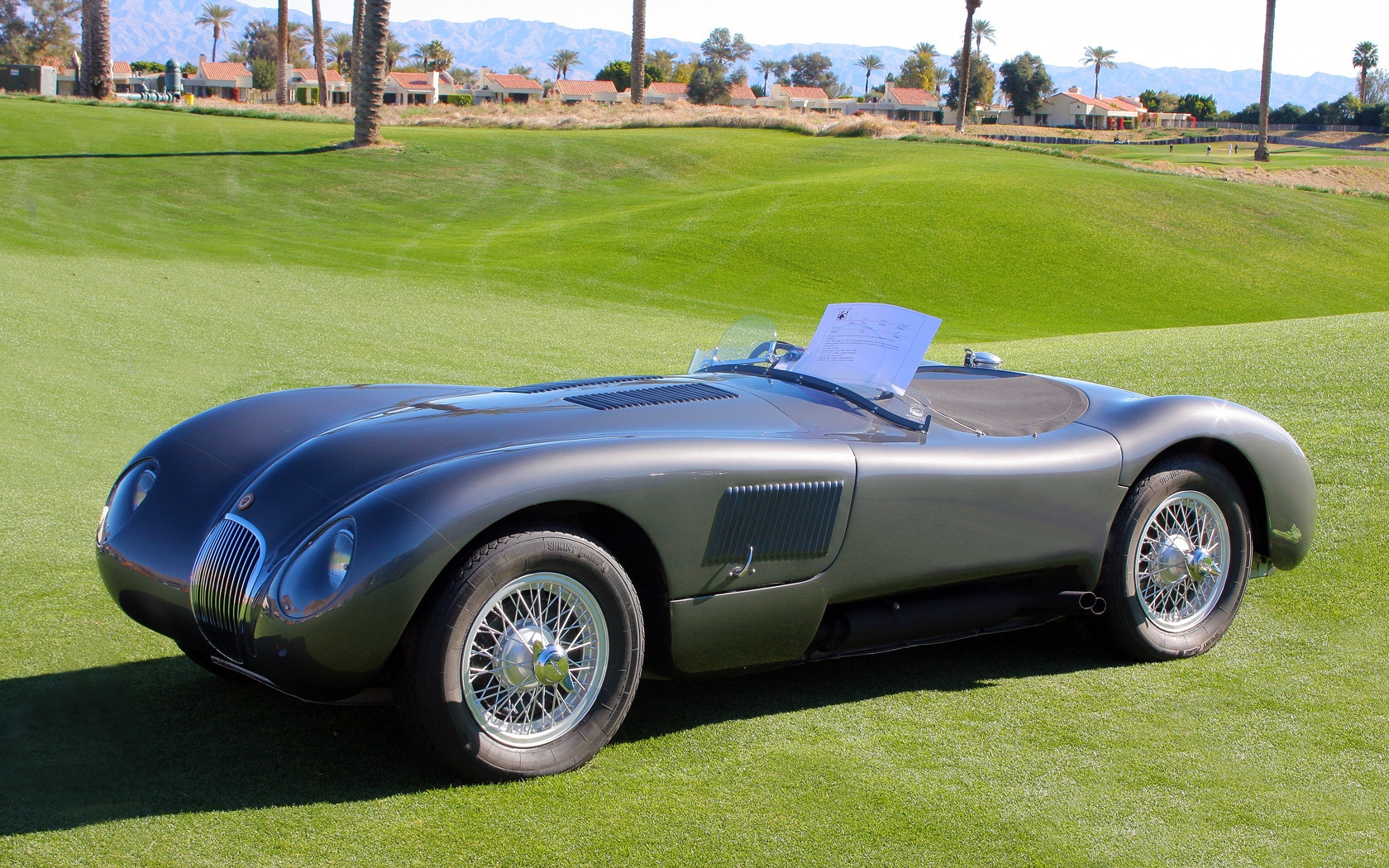
C-Type de 1953

El motor motor con árbol de levas en cabeza, seis cilindros en línea y 3.4 litros de cilindrada del XK120 de carretera rendía entre 160 y 180 HP (134 kW). La versión del C-Type se ajustó originalmente para producir alrededor de 205 HP (153 kW). Los primeros C-Type estaban equipados con carburador SU y frenos de tambor. Las unidades posteriores, producidas a partir de mediados de 1953, eran más potentes y usaban carburadores Weber de triple estrangulador y árbol de levas de gran elevación. También eran más ligeros y se mejoró el rendimiento de frenado al usar frenos de disco en las cuatro ruedas. El bastidor triangulado, ligero y multitubular fue diseñado por Heynes; que junto con Knight y Sayer también desarrolló juntos el perfil aerodinámico del vehículo.  La carrocería de aluminio, configurada al estilo barchetta, carecía de elementos propios de los coches de carretera, como alfombras, protección contra la intemperie y manijas de las puertas exteriores. Según el Registro del Patrimonio de Jaguar, los automóviles se produjeron entre mayo de 1952, comenzando con el XKC001 y terminando en agosto de 1953 con el XK054. La carrocería de aleación original estaba marcada con el prefijo K (por ejemplo, K1037).

## En competición

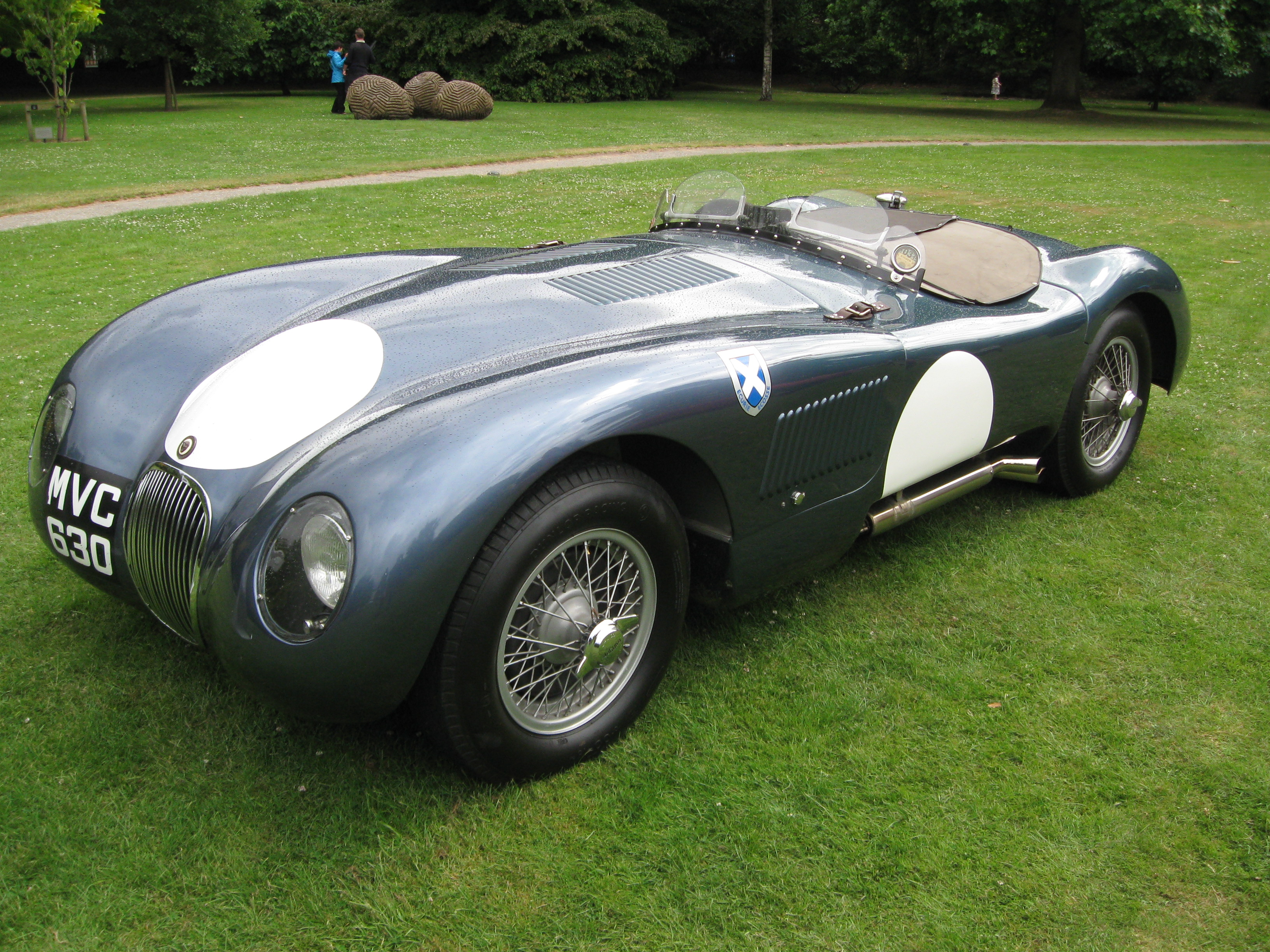
Jaguar C-Type de 1953 con los colores de la Ecurie Ecosse (Dulwich Picture Gallery, 29 de junio de 2014)

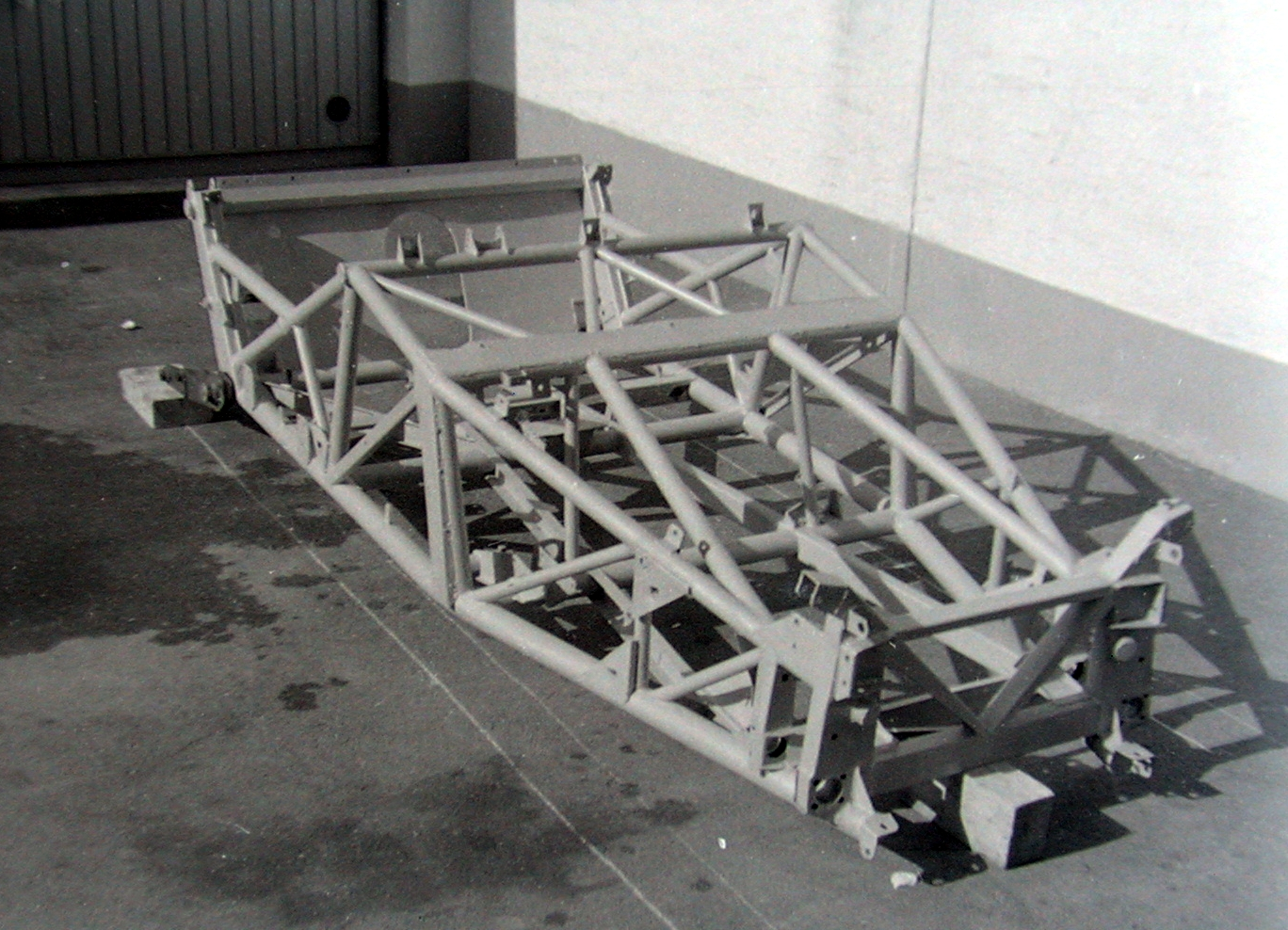
Bastidor tubular triangulado del C-Type

El C-Type obtuvo grandes éxitos en las carreras, sobre todo en las 24 Horas de Le Mans, que ganó dos veces.
En 1951 el coche ganó la carrera de Le Mans en su primera participación. La fábrica inscribió tres coches, cuyas parejas de pilotos eran Stirling Moss y Jack Fairman, Leslie Johnson y el triple ganador de las Mille Miglia Clemente Biondetti, y los finalmente ganadores, Peter Walker y Peter Whitehead. El coche de Walker-Whitehead fue el único de los tres que terminó la prueba, mientras que los otros dos se retiraron por problemas de falta de presión de aceite. Un XK120 inscrito de forma privada, propiedad de Robert Lawrie y copilotado por Ivan Waller, también completó la carrera, terminando en el puesto 11°.
En 1952, los técnicos de Jaguar, preocupados por un informe sobre la velocidad de los Mercedes-Benz 300 SL que participarían en Le Mans, modificaron la aerodinámica del C-Type para aumentar su velocidad máxima. Sin embargo, el consiguiente reajuste del sistema de refrigeración hizo que los coches fueran vulnerables al sobrecalentamiento, y los tres se retiraron de la carrera. Los automóviles de Peter Whitehead/Ian Stewart y de Tony Rolt/Duncan Hamilton quemaron las juntas de culata, y el C-Type de Stirling Moss/Peter Walker, el único que no se sobrecalentaba porque tenía un radiador de tamaño completo instalado apresuradamente, perdió presión de aceite después de una rotura mecánica. Las pruebas realizadas por Norman Dewis en el MIRA después de la carrera demostraron que el sobrecalentamiento fue causado más por las revisiones del sistema de enfriamiento que por la aerodinámica alterada: la polea de la bomba de agua tenía un tamaño insuficiente, por lo que giraba demasiado rápido y causaba cavitación. Además, el depósito del refrigerante estaba situado frente al mamparo del lado del pasajero, lejos del radiador, y el diámetro de la tubería era demasiado pequeño, de 7/8 de pulgada. Con la polea de la bomba agrandada y la tubería aumentada a 1 1/4 de pulgada, se eliminó el problema. El principal inconveniente de la nueva forma de la carrocería era que reducía la carga aerodinámica en la cola hasta el punto de provocar elevación e inestabilidad direccional a velocidades superiores a 120 mph (193 km/h) en la recta de Mulsanne. Estos coches tenían los números de chasis XKC 001, 002 y 011. Los dos primeros fueron desmantelados en la fábrica y el tercero se ha conservado tras ser modificado a la forma posterior del C-Type.
En 1953, los C-Type ganaron de nuevo en Le Mans, adjudicándose así mismo el segundo y el cuarto puesto. Esta vez la carrocería era de aluminio más delgada y ligera, y los carburadores SU originales gemelos H8 fueron reemplazados por tres carburadores Weber DCO3 de 40 mm de diámetro, que ayudaron a aumentar la potencia hasta los 220 HP (164 kW). Philip Porter menciona otros cambios adicionales:

Se ahorró más peso al usar un tanque de combustible con bolsa de goma ... equipo eléctrico más liviano y acero de calibre más delgado para algunos de los tubos del chasis ... El cambio más significativo en los coches fueron los carburadores Weber triples y la introducción de los frenos de disco.

Duncan Hamilton y Tony Rolt ganaron la carrera en 105,85 mph (170,35 km/h), la primera vez que se ganaba Le Mans con un promedio de más de 100 millas por hora (161 km/h).
Los frenos de disco eran novedosos en 1953, y la victoria de Jaguar, en parte debido a su superioridad, desencadenó una lucha por incluir discos en los coches de producción en serie.
En 1954, el último año del C-Type en Le Mans, la Ecurie Francorchamps obtuvo un cuarto puesto con la pareja formada por Roger Laurent y Jacques Swaters al volante.

## Valor
Cuando se fabricó, el automóvil se vendía por alrededor de 6000 dólares, aproximadamente el doble del precio de un XK120. En un artículo de la edición del 11 de junio de 2003 de la revista Autocar ("Slick Cat Jaguar", p. 70), el valor de un C-Type "genuino y saludable" se estimaba en unas 400.000 libras, y el valor del ganador de Le Mans de 1953 era de aproximadamente dos millones; las réplicas están disponibles en una gran variedad de procedencias desde 40.000 libras. Un C-Type que fue propiedad y con el que corrió Phil Hill se vendió en una subasta estadounidense en agosto de 2009 por 2.530.000 dólares; y otro C-Type se vendió en la subasta de Pebble Beach en 2012 por 3.725.000 dólares. Posteriormente, un C-Type sin restaurar que corrió en Le Mans se ha vendido por 5.715.580 libras esterlinas, durante la carrera Grand Prix Historique en Mónaco. En agosto de 2015, un ex-Ecurie Ecosse Lightweight C-type, chasis XKC052 y el segundo de los tres únicos modelos ligeros de competición de fábrica, conducido por Peter Whitehead e Ian Stewart en las 24 Horas de Le Mans de 1953 hasta alcanzar la cuarta posición, se vendió por 13,2 millones de dólares (8,4 millones de libras esterlinas) en una subasta celebrada en California en 2017.